# Cantón de Ambrières-les-Vallées
El cantón de Ambrières-les-Vallées era una división administrativa francesa, que estaba situada en el departamento de Mayenne y la región de Países del Loira.

## Composición
El cantón estaba formado por siete comunas:
- Ambrières-les-Vallées
- Chantrigné
- Couesmes-Vaucé
- La Haie-Traversaine
- Le Pas
- Saint-Loup-du-Gast
- Soucé

## Supresión del cantón de Ambrières-les-Vallées
En aplicación del Decreto n.º 2014-209 de 21 de febrero de 2014, el cantón de Ambrières-les-Vallées fue suprimido el 22 de marzo de 2015 y sus 7 comunas pasaron a formar parte; seis del nuevo cantón de Gorron y una del nuevo cantón de Lassay-les-Châteaux.